# Lourenço Martins
Lourenço Martins (ur. 30 kwietnia 1997 w Porto) – portugalski siatkarz, reprezentant Portugalii, grający na pozycji przyjmującego.

## Sukcesy klubowe
Mistrzostwo Portugalii:
- 2018[5]
- 2016

Mistrzostwo Francji:
- 2024[6]